# 玉溪文庙
玉溪文庙，即新兴州文庙，位于云南省玉溪市红塔区玉兴街道棋阳社区小庙街公园，始建于明隆庆元年（1567年），清康熙四十八年（1709年）迁至今址，光绪三年（1877年）重修。玉溪文庙坐东向西，原建筑现存大成殿、文星阁，2005年重建泮池、棂星门、大成门。大成殿五开间，单檐歇山顶建筑。2018年11月22日公布为第三批玉溪市文物保护单位。